# 南アルプス本線料金所
南アルプス本線料金所（みなみアルプスほんせんりょうきんじょ）は、山梨県南アルプス市の中部横断自動車道 南アルプスIC付近にかつてあった本線料金所である。増穂IC延伸時、増穂ICの料金所は未設置であったため、増穂ICからの通行券発券や他のICから増穂ICまでの料金収受業務は当施設で行われていた。
2017年（平成29年）3月19日の六郷IC - 増穂IC間の開通に先駆けて行われたリフレッシュ工事および南アルプス本線料金所撤去工事によって同年2月20日9時をもって廃止された。

## 道路
- E52 中部横断自動車道

## 料金所
- ブース数 : 3

### 双葉JCT方面
- ブース数 : 1
  - ETC/一般 : 1

### 増穂方面
- ブース数 : 2
  - ETC専用 : 1
  - 一般 : 1

## 歴史
- 2006年（平成18年）12月16日 : 増穂IC - 南アルプスIC間開通に伴い供用開始。
- 2017年（平成29年）2月20日 : リフレッシュ工事および六郷IC - 増穂IC間の開通に伴う撤去工事のため廃止[2]。

## 隣
E52 中部横断自動車道
(5) 増穂IC - 南アルプスTB（廃止） - (6) 南アルプスIC